# Guillano Édouard
Guillano Édouard (sinh ngày 19 tháng 1 năm 1979) là một cầu thủ bóng đá người Mauritius thi đấu ở vị trí hậu vệ. Tính đến tháng 5 năm 2011, anh có 27 lần khoác áo Đội tuyển bóng đá quốc gia Mauritius.